# Trachypholis bicarinata
Trachypholis bicarinata là một loài bọ cánh cứng trong họ Zopheridae. Loài này được Pascoe miêu tả khoa học năm 1885.